# خطیب‌لر، آماسرا
خطیب‌لر، آماسرا (به ترکی استانبولی: Hatipler) یک منطقهٔ مسکونی در ترکیه است که در آماسرا واقع شده‌است. خطیب‌لر ۹۲ نفر جمعیت دارد.